# Техас Старз
«Техас Старз» (англ. Texas Stars) — профессиональный хоккейный клуб, играющий в Американской хоккейной лиге. Базируется в городе Сидар-Парк в штате Техас, недалеко от Остина. Является фарм-клубом команды НХЛ «Даллас Старз».

## История
«Техас Старз» дебютировали в Американской хоккейной лиге в сезоне 2009–10. В своём первом сезоне «Старз» дошли до финала Кубка Колдера, где проиграли команде «Херши Беарз» в шести играх.
В сезоне 2013–14 команда завоевала Кубок Колдера, обыграв «Сент-Джонс АйсКэпс» со счётом 4-1 в серии.
В 2014 году команда была приобретена владельцами «Даллас Старз», в группе Тома Гальярди, в результате чего филиал АХЛ оказался под управлением главного клуба.
11 июня 2015 года «Старз» представили свой новый логотип, цветовую схему и майки, чтобы более точно соответствовать стилю основного клуба.
В 2018 году «Старз» вновь вышли в финал Кубка Колдера, но проиграли «Торонто Марлис» в семи играх.

## Статистика выступлений
| Регулярный чемпионат | Регулярный чемпионат | Регулярный чемпионат | Регулярный чемпионат | Регулярный чемпионат | Регулярный чемпионат | Регулярный чемпионат | Регулярный чемпионат | Регулярный чемпионат | Регулярный чемпионат | Плей-офф | Плей-офф | Плей-офф | Плей-офф | Плей-офф | Плей-офф | Плей-офф |
| Сезон                | И                    | В                    | П                    | ПО                   | ПБ                   | ГЗ                   | ГП                   | О                    | Штр                  | И        | В        | П        | ГЗ       | ГП       | Штр      |          |
| 2009-2010            | 80                   | 46                   | 27                   | 3                    | 4                    | 238                  | 198                  | 99                   | 1113                 | 24       | 14       | 10       | 68       | 67       | 313      |          |
| 2010-2011            | 80                   | 41                   | 29                   | 4                    | 6                    | 213                  | 210                  | 92                   | 1026                 | 6        | 2        | 4        | 13       | 16       | 59       |          |

### Результаты плей-офф
- 2009—2010

1/8 финала: Техас Старз — Рокфорд АйсХогс 4-0 (2:1, 3:1, 6:1, 4:2)
1/4 финала: Техас Старз — Чикаго Вулвз 4-3 (4:3(ОТ), 3:4(2ОТ), 3:5, 3:2, 5:3, 0:2, 6:5(ОТ))
1/2 финала: Техас Старз — Гамильтон Булдогс 4-3 (2:3(ОТ), 1:3, 5:4(ОТ), 2:1(ОТ), 0:3, 3:2(ОТ), 4:2)
Финал: Техас Старз — Херши Беарз 2-4 (2:1, 4:3, 3:6, 2:4, 1:2(ОТ), 0:4)
- 2010-2011

1/8 финала: Техас Старз — Милуоки Эдмиралс 2-4 (2:5, 3:1, 3:2(OT), 2:3, 1:2(OT), 2:3(2OT))